# Deathrow
Deathrow — немецкая трэш-метал группа, основанная в Дюссельдорфе в 1986 году.

## История
В октябре 1984 года, двое школьных друзей: Свен Флюгге и Маркус Хан основывают группу под названием Samhain. На следующий год этот квартет выпускает своё первое демо с названием The Lord of the Dead, состоящее из 3 инструментальных композиций. В конце года, 15 декабря 1985-го группа впервые дает концерт в Pink Place, г. Эссен.
В 1986, в период с января по февраль, коллектив записывает 2-е демо Eternal Death из 5 песен, выпущенное тиражом 350 экземпляров.
В этом же 1986 году начинаются изменения — под давлением Noise Records, коллектив решает сменить название на более звучащее Deathrow и записывает свой 1-й официальный студийный альбом с первоначальным названием Satan’s Gift, однако вскоре измененное на Riders of Doom.
В 1987 выходит следующий, 2-й студийный альбом под названием Raging Steel, выполненный в практически классическом трэш-металическом стиле. Записанный на порядок профессиональнее предшественника, он приносит коллективу известность и по сей день ценится коллекционерами. Успех данного альбома подкрепляется европейским туром вместе с западными группами Possessed и Voivod, а также итальянским туром вместе с Coroner.
В 1988 году, группу покидает один из гитаристов, Томас Прайбе. Его место занял Уве Остерлехнер, который вместе с остальными участниками оставался в группе вплоть до её первого распада уже спустя год, в 1989-м, и дальнейшего возрождения деятельности в 1990 году и до окончательного распада в 1994-м. Именно с Уве был записан 3-й студийный альбом под названием Deception Ignored, охарактеризовавшимся отходом в более техничный трэш-метал.
После выпуска Deception Ignored коллектив долгое время ездит с концертами.
Альбом Life Beyond, изданный в 1992 году, становится финальной студийной работой коллектива. Спустя 2 года после выпуска Life Beyond группа снова претерпевает распад, однако в этот раз уже безвозвратно.
Дальнейшая деятельность участников:
- Гитарист и основной композитор Deathrow Свен Флюгге выполнял мастеринг дебютного студийного альбома Eden's Shore (1998) немецкой прогрессив-метал группы Thought Sphere. Также, Свен играл в местной хэви-метал группе Hollenhunde (г. Бремен).

- Бессменный барабанщик группы Маркус Хан в 2000 году принял участие как гость при записи барабанных партий в песне Slavian Symphony с альбома немецкой хэви-метал-группы C.O.E (сольный проект вокалиста группы Scanner). Вместе со Свеном Маркус играл в группе Hollenhunde.

- Милос работает в сфере программного обеспечения.

- Гитарист Уве Остерлехнер имеет в Аугсбурге музыкальную студию.

## Дискография

### Студийные альбомы
- Riders of Doom (1986)
- Raging Steel (1987)
- Deception Ignored (1989)
- Life Beyond (1992)

### Синглы
- Towers in Darkness (1992)

## Участники
- Милос — вокал, бас-гитара (1986—1989, 1990—1994);
- Свен Флюгге — электрогитара (1986—1989, 1990—1994);
- Уве Остерлехнер — электрогитара (1988—1989, 1990—1994);
- Маркус Хан — ударные (1986—1989, 1990—1994).

### Бывшие участники
- Томас Прайбе — электрогитара (1986—1987).